# San Jorio
San Jorio (niem. San-Jorio-Pass  lub Jörisberg, wł. Passo San Jorio) – przełęcz położona na wysokości 2014 m n.p.m., na granicy Szwajcarii (kanton Ticino) i Włoch (region Lombardia). Oddziela ona Alpy Lepontyńskie od Prealpi Luganesi. Przełęcz San Jorio łączy szwajcarską miejscowość Bellinzona w dystrykcie Bellinzona na północnym zachodzie z włoską miejscowością Gravedona w prowincji Como na południowym wschodzie.